# Vincenzo Promis
Vincenzo Promis, född den 8 juli 1839 i Turin, död där den 19 december 1889, var en italiensk historiker. Han var son till Domenico Promis och brorson till Carlo Promis.
Promis, som efterträdde sin far som bibliotekarie vid Kungliga biblioteket i hemstaden, utgav liksom han åtskilliga historiska och numismatiska arbeten.